# 박지목
박지목(朴枝穆, 1878년 6월 28일 ~ 1939년 5월 15일)은 일제강점기의 독립운동가이다.
경상남도 의령군 지정면 두곡리 출신인 그는 항상 일본이 1910년에 한국의 국권을 강탈해 간 데 대해 의분을 참지 못해 앙앙불락(怏怏不樂)으로 지내다가 1919년 3월 14일 한마을에 사는 정호권과 함께 의령읍 의거에 참가하여 3천여 군중과 더불어 독립만세를 부르고 만세시위의 앞장에서 시위 운동을 전개하였다.
그는 의령군청 경찰서 앞에서 만세를 크게 부르며 시위를 하다가 해산하고 다음날 3월 15일에도 박지목은 의령향교에 모인 1천5백여명의 군중과 함께 독립만세를 부르고 군청 경찰서 앞에 이르러 만세 시위를 하다가 귀가하였다. 한편 박지목은 정호권과 같이 3월 16일 지정면 봉곡리 장날에 봉곡시장에서 의거하기로 협의하고 밤에 태극기를 만들고 인근부락의 동지들을 규합하여 동원 연락을 하고 준비작업을 진행하였다. 3월 16일 오후 1시 경에 약 3백명의 군중이 집결하였다.
박지목은 동지들과 함께 태극기를 군중들에게 나누어 주었다. 이들 주동인사는 일제히 대한독립만세를 부르고 태극기를 높이 흔들었다. 순박하기만한 벽촌의 농민들은 평생에 처음 불러보는 독립만세인지라 눈물을 글썽이며 태극기를 흔들면서 대한독립만세를 소리 높여 불렀다. 이들 군중은 시장을 누비면서 만세 시위를 전개하였는데 의령경찰서에서 왜경이 출동하여 군중을 해산시키고 주동인사를 색출 검거하였다.
박지목은 검거되어 징역 1년형을 언도받고 경성감옥으로 이감되어 옥고를 치렀다. 정호권은 1919년 5월 8일에 진주지방법원에서 2년을 언도받고 대구 복심법원에 공소하였다가 6월 4일에 대구복심법원에서 형량이 가중되어 3년을 언도받고 대구 감옥에서 옥고를 치렀다. 1939년 5월 15일에 사망했으며 1993년에 대한민국 정부로부터 건국훈장 애국장을 추서받았다.

## 참고 문헌
- 부산경남 3․1운동사 372쪽